# Elena Kuchinskaya
Elena Kuchinskaya-Andreeva, née le 11 décembre 1984 à Taganrog, est une coureuse cycliste russe.

## Biographie
Elle a régulièrement fait partie de l'équipe nationale de Russie lors des championnats du monde entre 2005 et 2014.

## Dopage
En juillet 2007, elle est contrôlée positive au furosémide d'après un prélèvement réalisé durant le Tour de Bochum. Elle est suspendue jusqu'en septembre 2009,. Elle réintègre l'équipe en 2010.

## Palmarès sur route

### Palmarès par années
- 2007
  - 3e du championnat de Russie sur route
- 2015
  - 2e du Tour de l'île de Zhoushan
- 2016
  - Tour de l'île de Zhoushan :
    - Classement général
    - 2e étape

### Classements mondiaux
| Année          | 2007 | 2008 | 2009 | 2010 | 2011 | 2012 | 2013 | 2014 | 2015 |
| Classement UCI | 144e | -    | -    | 87e  | -    | -    | 46e  | 54e  | 99e  |